# Ciclismo nos Jogos Sul-Americanos de 2014
As competições de ciclismo nos Jogos Sul-Americanos de 2014 ocorreram entre 08 e 16 de março em Santiago. Foram disputados quatro eventos do ciclismo de estrada nas ruas de Santiago , oito eventos do ciclismo de pista no Velódromo Parque Peñalolén, quatro eventos de BMX no Parque Peñalolén e dois eventos de mountain bike no Cerro San Cristóbal.

## Calendário
| Março         | 08 | 09 | 10 | 11 | 12 | 13 | 14 | 15 | 16 | T |
| ------------- | -- | -- | -- | -- | -- | -- | -- | -- | -- | - |
| BMX           | 2  | 2  |    |    |    |    |    |    |    | 4 |
| Estrada       |    | 2  |    |    |    |    |    |    | 2  | 4 |
| Mountain bike |    |    |    |    |    |    |    | 2  |    | 2 |
| Pista         |    |    |    | 2  | 2  | 2  | 2  |    |    | 8 |

## Medalhistas

### Ciclismo Mountain Bike
| Evento    | Ouro                               | Prata                            | Bronze                              |
| Masculino | Henrique Avancini BRA Brasil       | Rubens Donizete BRA Brasil       | Catriel Soto ARG Argentina          |
| Feminino  | Agustina Maria Apaza ARG Argentina | Raiza Goulão Henrique BRA Brasil | Angela C. Parra Sierra COL Colômbia |

### Ciclismo BMX
Masculino
| Evento     | Ouro                        | Prata                                    | Bronze                                |
| BMX Race   | Renato Rezende BRA Brasil   | Emiliano Federico Villegas ARG Argentina | Nahuel Gonzalo Molina ARG Argentina   |
| Time Trial | Carlos Oquendo COL Colômbia | Renato Rezende BRA Brasil                | Cesar Matias Montenegro ARG Argentina |

Feminino
| Evento     | Ouro                       | Prata                             | Bronze                            |
| BMX Race   | Mariana Pajón COL Colômbia | Stefany Hernandez VEN Venezuela   | María Gabriela Díaz ARG Argentina |
| Time Trial | Mariana Pajón COL Colômbia | María Gabriela Díaz ARG Argentina | Stefany Hernández VEN Venezuela   |

### Ciclismo de estrada
Masculino
| Evento             | Ouro                      | Prata                            | Bronze                          |
| Contra o relógio   | Murilo Affonso BRA Brasil | Carlos Oyarzún CHI Chile         | Brayan Ramírez COL Colômbia     |
| Corrida em estrada | Gonzalo Garrido CHI Chile | Luis Felipe Laverde COL Colômbia | Jackson Rodriguez VEN Venezuela |

Feminino
| Evento             | Ouro                               | Prata                          | Bronze                              |
| Contra o relógio   | Fernanda da Silva Souza BRA Brasil | Maria Luisa Calle COL Colômbia | Clemilda Fernandes Silva BRA Brasil |
| Corrida em estrada | Paola Muñoz CHI Chile              | Jennifer Cesar VEN Venezuela   | Diana Peñuela COL Colômbia          |

### Ciclismo de pista
Masculino
| Evento                  | Ouro                                                                    | Prata                                                                       | Bronze                                                                        |
| Velocidade individual   | Fabián Puerta COL Colômbia                                              | Hersony Canelón VEN Venezuela                                               | Flávio Cipriano BRA Brasil                                                    |
| Velocidade por equipes  | César Marcano Ángel Pulgar Hersony Canelón VEN Venezuela                | Fabián Puerta Rubén Darío Murillo Santiago Ramírez COL Colômbia             | Dieferson Borges Kacio Fonseca Flávio Cipriano BRA Brasil                     |
| Perseguição por equipes | Arles Castro Edwin Ávila Juan Esteban Arango Weimar Roldán COL Colômbia | Adrian Richeze Juan Dario Merlos Mauro Agostini Mauro Richeze ARG Argentina | Clever Jose Martinez Manuel Briceño Richard Ochoa Victor Moreno VEN Venezuela |
| Omnium                  | Fernando Gaviria COL Colômbia                                           | Juan Esteban Arango COL Colômbia                                            | Maximo Rojas VEN Venezuela                                                    |
| Keirin                  | Fabián Puerta COL Colômbia                                              | Hersony Canelón VEN Venezuela                                               | Leandro Botasso ARG Argentina                                                 |

Feminino
| Evento                 | Ouro                                        | Prata                                     | Bronze                                            |
| Velocidade individual  | Daniela Larreal VEN Venezuela               | Juliana Gaviria COL Colômbia              | Diana García COL Colômbia                         |
| Velocidade por equipes | Daniela Larreal Marynes Prada VEN Venezuela | Diana García Juliana Gaviria COL Colômbia | Wellyda dos Santos Gabriela Yumi Nishi BRA Brasil |
| Keirin                 | Juliana Gaviria COL Colômbia                | Daniela Larreal VEN Venezuela             | Diana García COL Colômbia                         |

## Quadro de medalhas
| Ordem | País      | Medalha de ouro | Medalha de prata | Medalha de bronze | Total |
| ----- | --------- | --------------- | ---------------- | ----------------- | ----- |
| 1     | Colômbia  | 8               | 6                | 5                 | 19    |
| 2     | Brasil    | 4               | 3                | 4                 | 11    |
| 3     | Venezuela | 3               | 5                | 4                 | 12    |
| 4     | Chile     | 2               | 1                |                   | 3     |
| 5     | Argentina | 1               | 3                | 5                 | 9     |
| TOTAL | TOTAL     | 18              | 18               | 18                | 54    |